# 苻謨
苻謨（？—397年），五胡十六国前秦宗室，氐族，前秦第三代皇帝（天王）苻堅的堂弟。封重合侯。
前秦冀州刺史阜城侯苻定守信都郡，高城男苻绍在他的封地，高邑侯苻亮、重合侯苻谟守常山郡，固安侯苻鉴守中山郡。384年四月初三，后燕慕容垂派前将军乐浪王慕容温、抚军大将军慕容麟督帅各路军队攻打信都。慕容麟攻下了常山，苻亮、苻谟全都投降。七月攻克了中山，抓获了苻鉴。385年，苻定、苻绍、苻谟、苻亮听说苻丕即位为前秦第四代皇帝，都从河北派使者前来谢罪。十一月，苻丕任命苻定为冀州牧，苻绍为冀州都督，苻谟为幽州牧，苻亮为幽、平二州都督，全都晋升爵位为郡公。386年，后燕皇帝慕容垂派太原王慕容楷、赵王慕容麟、陈留王慕容绍、章武王慕容宙攻打前秦苻定、苻绍、苻谟、苻亮等。慕容楷写信给他们，陈述利害，苻定、苻绍、苻谟、苻亮等人全都投降。慕容垂封苻定、苻绍、苻谟、苻亮等人为侯，说：“以此来报答苻坚对自己的恩德。” 396年，后燕皇帝慕容宝听说北魏军将至，在东堂商议对策。担任中山尹的苻谟说：“现在魏军人众力强，从千里之外前来作战，乘胜气锐，如果放他们进入平原，我们就没法抵挡了，我们应当依据险要对敌。”397年，开封公慕容详杀死了中山尹苻谟，屠杀了苻谟家一族。402年，后燕天王慕容熙收纳苻谟的两个女儿为妃。其中，大女儿叫苻娀娥，做了贵人；小女儿叫苻训英，做了贵嫔。